# Noštek
Noštek (1560 m) – szczyt w Wielkiej Fatrze w Karpatach Zachodnich na Słowacji. Znajduje się w jej głównym grzbiecie pomiędzy szczytem Krížna (1574 m) i Ostredok (1596 m). Stoki zachodnie opadają do dolinki Rovné stanowiącej najwyższe piętro Dedošovej doliny. We wschodnim kierunku tworzy krótki grzbiet oddzielający główny ciąg Suchej doliny od jej odnogi – dolinki Klinčeky.
Ma kopulasty kształt i znajduje się w zrównanym odcinku grzbietu zbudowanego w tym miejscu z mało odpornych na wietrzenie margli. Jest w całości trawiasty. 
Dla turystyki szczyt posiada znaczenie jedynie jako punkt orientacyjny. Przechodzi przez niego czerwono znakowana Magistala Wielkofatrzańska (Veľkofatranská Magistrála).

## Szlak turystyczny
odcinek: Chata pod Borišovom – Nad Studeným – Ploská – Chyžky – Koniarky – Suchý vrch – Ostredok – Frčkov – Noštek – Krížna. Deniwelacja 640 m, odległość 9,9 km, czas przejścia 3,30 h, ↓ 2,40 h.